# Jürgen Roloff (Theologe)
Jürgen Roloff (* 29. September 1930 in Oppeln, Provinz Oberschlesien; † 21. Februar 2004 in Erlangen) war ein deutscher evangelischer Theologe und Hochschullehrer.

## Leben
Jürgen Roloff wurde im oberschlesischen Oppeln geboren; da sein Vater bei der Reichsbahn angestellt war, verbrachte er seine Kindheit an verschiedenen Orten, vornehmlich in Pommern. In den Kriegsjahren zog seine Familie dann nach München. Nach dem Abitur und dem Studium der Philosophie und der Evangelischen Theologie in München, Erlangen, Heidelberg und Neuendettelsau (1950–1955) war er Stipendiat des Lutherischen Weltbundes in den USA (Chicago). Von 1958 bis 1961 hatte er eine Stelle als Assistent des Direktors der Theologischen Abteilung des Lutherischen Weltbundes in Genf inne. Während seiner Zeit als Assistent in Hamburg erfolgte 1963 die Promotion zum Dr. theol. und 1967 die Habilitation im Fach Neues Testament. Daran anschließend wurde er in Hamburg Akademischer Rat und Professor.
Von 1973 blieb er bis zu seiner Emeritierung 1998 ordentlicher Professor für Neues Testament in Erlangen. Er lehnte Rufe nach Göttingen (1981) und Hamburg ab. Seit 1992 ordentliches Mitglied der Bayerischen Akademie der Wissenschaften, war er ebenfalls mehrere Jahre Vertreter der Theologischen Fakultät in der Landessynode der Evangelisch-Lutherischen Kirche in Bayern. Er starb an den Folgen eines Schlaganfalls.

## Theologie
Jürgen Roloff kann als einer der bedeutendsten Exegeten seiner Zeit angesehen werden. Auch international fanden seine Auslegungen des Neuen Testaments große Anerkennung. In der Nachfolge seines Lehrers Leonhard Goppelt bezog Roloff eine theologische Position, die sich bewusst von der zu seiner Zeit dominierenden sog. Kerygma-Theologie der Bultmann-Schule abgrenzte und die Bedeutung des „irdischen“ bzw. „historischen Jesus“ für die neutestamentliche Verkündigung betonte. In Roloffs Denken ergab sich hieraus auch die Notwendigkeit, ekklesiologischen Fragestellungen einen höheren Stellenwert bei der Exegese des Neuen Testaments einzuräumen; treffend wurde der zu seinem sechzigsten Geburtstag erschienene Aufsatzband daher unter dem Titel Exegetische Verantwortung in der Kirche (s. u. Werkeverzeichnis) herausgegeben. Roloffs herausragendste Stärke bestand in seiner Fähigkeit, auch komplexe Sachverhalte in klarer und einfacher Sprache einleuchtend darzustellen, was seinen wohlüberlegten Ausführungen oft ein beachtliches Maß an Faszination verlieh. Im Umgang mit Studenten und Kollegen musste der große Gelehrte jedoch täglich neu Schüchternheit und Verletzlichkeit überwinden.
Roloffs Dissertation Apostolat – Verkündigung – Kirche (veröffentlicht 1965, s. u.) reflektierte den Ursprung und das Wesen des urchristlichen Apostel-Amtes. Bereits hier wurde Roloffs Interesse an einer urchristlichen Ekklesiologie deutlich, die ihn sein Leben lang begleiten sollte. Ähnliches gilt für Roloffs etwas später erschienenen und in mancherlei Hinsicht programmatischen Aufsatz Heil als Gemeinschaft, der die kommunikativen Faktoren der neutestamentlichen Abendmahls-Auffassungen im Hinblick auf die ekklesiologische und liturgische Debatte der damaligen Zeit fruchtbar machen sollte. – Mit seiner 1970 veröffentlichten Habilitationsschrift Das Kerygma und der irdische Jesus griff Roloff in die damals hochaktuelle Diskussion um das Verhältnis von urchristlichem Kerygma und irdischem Jesus ein; Roloff wies nach, dass sich die geschichtliche Erinnerung an Lehre und Person Jesu auch dort in der Evangelienüberlieferung niedergeschlagen hat, wo sich ein auf Jesus selbst zurückgehender Wortlaut nicht nachweisen lässt. Nach Roloff hatte das urchristliche Kerygma also immer auch die geschichtliche Person des irdischen Jesus zum Gegenstand und nicht nur – wie es im Gefolge von Rudolf Bultmann behauptet wurde – „das Dass seines Gekommen-Seins.“
Nach seiner Berufung auf den Erlanger Lehrstuhl für Neues Testament gab Roloff die unvollendet gebliebene Theologie seines plötzlich verstorbenen Lehrers Leonhard Goppelt heraus. Es folgten Kommentare zur Apostelgeschichte, zur Apokalypse des Johannes und zum Ersten Timotheusbrief. Alle drei Kommentare galten bald als Standardwerke; der Kommentar zum Ersten Timotheusbrief leitete in der protestantischen Auslegung der sog. Pastoralbriefe eine viel beachtete Wende ein, da er diese Schriften als Dokumente der – in nachapostolischer Zeit unbedingt notwendigen – Konsolidierung der frühchristlichen Gemeinden sah und nicht lediglich als Ausdruck eines „frühkatholischen“ Verfalls der christlichen Theologie, wie es die evangelische Exegese früherer Jahrzehnte allzu häufig getan hatte. – Roloffs Kommentar zum Matthäusevangelium, an dem er über viele Jahre hinweg kontinuierlich gearbeitet hatte, blieb unvollendet.
Roloffs didaktisches Geschick wird in dem Arbeitsbuch Neues Testament deutlich, das viele Auflagen erlebte und Generationen von Theologiestudenten begleitet hat. Nach einer praktischen Einführung in die exegetischen Methoden (Literarkritik, Formgeschichte usw.) werden exemplarisch einige Themen aus den Bereichen Synoptiker-, Johannes- und Paulus-Exegese erarbeitet, denen wiederum eine Schlüsselfunktion innerhalb der betreffenden neutestamentlichen Schriften zukommt. Abschließend werden zentrale Themen der christlichen Glaubenspraxis (Auferstehung, Taufe, Eucharistie) im Querschnitt des Neuen Testaments betrachtet. – Ähnlich versteht es Roloff in seiner Einführung in das Neue Testament und insbesondere in seinem Jesus-Buch, den interessierten Leser auf einfache Weise mit zentralen Fragen der zeitgenössischen Exegese vertraut zu machen; beide Werke wenden sich auch an Nicht-Theologen. 
Als Hochschullehrer hielt Roloff mehrfach Vorlesungen und Seminare zum Thema einer „Ekklesiologie des Neuen Testaments“; aus dieser Arbeit erwuchs das Werk Die Kirche im Neuen Testament, eine grundlegende Darstellung der Entstehung und Entwicklung des neutestamentlichen Kirchenverständnisses, beginnend mit der „impliziten Ekklesiologie“ bei Jesus selbst über das Kirchenverständnis des Paulus bis hin zu den verschiedenen Entwürfen der frühen nachapostolischen Zeit. Diese ekklesiologische Gesamtschau, in der sich auch Roloffs Bemühungen um eine Verschränkung von Theologie und Kirche, um die christliche Ökumene und um den jüdisch-christlichen Dialog gegenseitig befruchten, darf heute als Standardwerk zu diesem Thema gelten – und ebenso als Roloffs theologisches Vermächtnis.

## Werke
- Apostolat – Verkündigung – Kirche. Ursprung, Inhalt und Funktion des kirchlichen Apostelamtes nach Paulus, Lukas und den Pastoralbriefen; Gütersloh 1965.
- Das Markusevangelium als Geschichtsdarstellung; EvTh 27 (1969), S. 73–93.
- Das Kerygma und der irdische Jesus, Historische Motive in den Jesus-Erzählungen der Evangelien; 2. Auflage, Göttingen 1973. ISBN 3-525-53532-5
- Heil als Gemeinschaft. Kommunikative Faktoren im urchristlichen Herrenmahl; in: P. Cornehl u. a. (Hrsg.): Gottesdienst und Öffentlichkeit. Theorie und Didaktik neuer Kommunikation; Hamburg 1970 (Konkretionen 8), S. 88–117.
- Die Apostelgeschichte; NTD 5, 2. Auflage Göttingen und Zürich 1988. ISBN 3-525-51361-5
- Der erste Brief an Timotheus; EKK XV, Zürich 1988. ISBN 3-7887-1282-1
- Exegetische Verantwortung in der Kirche. Aufsätze; hrsg. von M. Karrer; Göttingen 1990. ISBN 3-525-58155-6
- Die Kirche im Neuen Testament; GNT, NTD.E 10; Göttingen 1993. ISBN 3-525-51377-1
- Neues Testament; 7., vollst. überarb. Auflage; Neukirchen-Vluyn 1999. ISBN 3-7887-1742-4
- Die Offenbarung des Johannes (= Zürcher Bibelkommentare, AT. 18). Theologischer Verlag, Zürich 1984, ISBN 3-290-14735-5 (Seiten 144–145 zur 666).
- Jesus; 2., durchgesehene Auflage, Beck, München 2002. ISBN 978-3-406-44742-6 (Erstauflage 2000, 3. Auflage 2004; postum: 4., durchgesehene Auflage 2007, 5. Auflage 2012)
- Einführung in das Neue Testament; Reclam (Reclam Wissen); Bibliographisch erneuerte Ausgabe; Stuttgart 2003. ISBN 3-15-009413-5
- Jesu Gleichnisse im Matthäusevangelium: ein Kommentar zu Mt 13,1–52; hrsg. von Helmut Kreller und Rainer Oechslen; Neukirchen-Vluyn 2005. ISBN 3-7887-2109-X